# Dương Hồng Sơn
Dương Hồng Sơn (ur. 20 listopada 1982 w Nghệ An) – wietnamski piłkarz występujący na pozycji bramkarza w klubie Hà Nội FC.

## Kariera piłkarska
Dương Hồng Sơn jest wychowankiem klubu Hà Nội ACB. W 2002 roku odszedł do drużyny Sông Lam Nghệ An. Natomiast od sezonu 2008 występuje w ekipie Hà Nội FC. Obecnie jego zespół gra w pierwszej lidze wietnamskiej.
Zawodnik ten jest także reprezentantem Wietnamu. W drużynie narodowej zadebiutował w 2003 roku. Został również powołany na Puchar Azji 2007, gdzie jego drużyna odpadła w ćwierćfinale. On zaś rozegrał wszystkie mecze: w grupie ze Zjednoczonymi Emiratami Arabskimi (2:0), Katarem (1:1) i Japonią (1:4) oraz w ćwierćfinale z Irakiem (0:2).